# Hannes-Alfvén-Preis
Der Hannes-Alfvén-Preis (eigentlich englisch Hannes Alfvén Prize) der Plasmaphysik-Sparte der European Physical Society (EPS) ist ein seit 2000 jährlich auf der EPS-Konferenz für Plasmaphysik vergebener Preis. Er ist nach Hannes Alfvén benannt.
Es gibt auch eines Hannes-Alfvén-Medaille der European Geosciences Union, die seit 1997 jährlich verliehen wird für Forschung zu Plasmaphänomenen im Sonnensystem und Kosmos.

## Preisträger
- 2000 Radu Bălescu
- 2001 Witali Schafranow
- 2002 Marshall N. Rosenbluth
- 2003 Wladimir Fortow
- 2004 John William Connor, R. J. Hastie, John Bryan Taylor
- 2005 Malcolm Haines, Thomas W. L. Sanford, Walentin Smirnow
- 2006 Paul-Henri Rebut
- 2007 Friedrich Wagner
- 2008 Liu Chen
- 2009 Jürgen Meyer-ter-Vehn
- 2010 Allen Boozer, Jürgen Nührenberg
- 2011 Patrick H. Diamond, Akira Hasegawa, Kunioki Mima
- 2012 Eugene N. Parker
- 2013 Miklos Porkolab
- 2014 Patrick Mora
- 2015 Nathaniel Fisch
- 2016 Sergei Bulanow, Hartmut Zohm
- 2017 Xenija Alexandrowna Rasumowa
- 2018 Tony Bell
- 2019 Victor Malka, Toshiki Tajima
- 2020 Annick Pouquet
- 2021 Sergei Igorevich Krasheninnikov
- 2022 Xavier Garbet
- 2023 Pisin Chen, James Benjamin Rosenzweig, Chandrashekhar Janardan Joshi
- 2024 Tünde Fülöp, Per Helander
- 2025 Michel Koenig